# دیان دامیانوویچ
دیان دامیانوویچ (به صربی: Дејан Дамјановић,) بازیکن سابق فوتبال اهل مونته‌نگرو است. که در پست مهاجم بازی می‌کرد.
وی در تیم ملی فوتبال مونته‌نگرو ۸ گل زده که یکی از آنها به تیم ملی فوتبال انگلیس بوده است وی سابقه یک قهرمانی درلیگ صربستان سه قهرمانی در لیگ کره جنوبی یک قهرمانی درجام لیگ کره جنوبی و یک قهرمانی درجام حذفی کره جنوبی را در کارنامه خود دارد و با ۳۸ گل بهترین گلزن تاریخ لیگ قهرمانان آسیااست.

## حرفه

### اف سی سئول
او در روز ۷ دسامبر۲۰۰۷ رسماً به باشگاه فوتبال اف سی سئول کره جنوبی پیوست.
او در نیمه نهایی لیگ قهرمانان آسیا ۲۰۱۳ موفق شد در مقابل استقلال ایران گلزنی کند.
او با پیراهن این تیم در ۱۸۱ بازی ۱۱۶ گل به ثمر رساندو3بارقهرمان لیگ کره جنوبی و1بارقهرمان جام کره شد. او در دسامبر ۲۰۱۳ و پس از ۶ سال از این تیم جدا شد.

### جیانگسو سانینگ
او در دسامبر ۲۰۱۳ با ۴٫۲۰۰٫۰۰۰دلار راهی سوپر لیگ چین شد. او یک سال پیراهن باشگاه فوتبال جیانگسو سانینگ را برتن کرد و در ۱۱
بازی ۵ گل به ثمر رساند.

### بیجینگ گوآن
او در۱۷ ژوئیه ۲۰۱۴ به باشگاه فوتبال بیجینگ گوان چین پیوست و اما فقط یک سال در این تیم بازی کرد. او در ۴۵ بازی ۲۶ گل برای این تیم به ثمر رساند.

### بازگشت به کره جنوبی
او در ۲۸ دسامبر ۲۰۱۵ با قراردادی دو ساله رسماً به باشگاه فوتبال اف سی سئول بازگشت. او در ۳ اوت ۲۰۱۶ صد و پنجاهمین گل خود را در دویست و پنجاه و چهارمین بازی در کی‌لیگ کره جنوبی به ثمر رساند و یک رکورد را از خود به جای گذاشت. او در ۷۳ بازی ۳۲ گل برای این تیم زد.

### سوون سامسونگ بلووینگز
او در ۴ ژانویه ۲۰۱۸ رسماً به باشگاه فوتبال سوون سامسونگ کره جنوبی پیوست. این بازیکن که ۲۵۴ بازی برای اف سی سئول انجام داده بود به رقیب بزرگ این تیم در کره جنوبی پیوست و با این تیم قهرمان جام حذفی چین درسال2019شد.